# Whitehouse (gruppo musicale)
Whitehouse è un duo musicale britannico nato nel 1980 in Inghilterra e spesso citato come fondatore del genere musicale Power electronics, sottogenere del rumorismo e della musica industriale.

## Storia del gruppo
Il nome Whitehouse fu scelto dal gruppo per ironizzare sulla promotrice di campagne moralizzatrici britannica Mary Whitehouse, riferendosi contemporaneamente all'omonima rivista pornografica inglese. Il principale artefice del gruppo, William Bennett proveniva dalle precedenti esperienze come chitarrista del gruppo punk rock Essential Logic e dalla band formata nel 1979 assieme a Daniel Miller e J. G. Thirlwell chiamata Come. Nel 2009, Bennett dichiarò al The Wire che la sua principale fonte di ispirazione di quel periodo fu Yōko Ono
Nel 1982, all'età di 14 anni, entrò nel gruppo Philip Best, appena fuggito di casa.
Il gruppo si sciolse nel 1985 a causa del trasferimento fuori Londra di gran parte dei membri del gruppo.
Il gruppo riemerse con una serie di album prodotti dal produttore discografico americano Steve Albini, il primo dei quali fu Thank Your Lucky Stars.  In questi anni il gruppo era formato principalmente da Bennett, Best e dallo scrittore Peter Sotos che lasciò il gruppo nel 2002. Albini lavorò con il gruppo fino al 1998, anno in cui Bennett decise di gestire anche il ruolo di produttore.

## Membri del gruppo
- William Bennett
- Philip Best
- Peter Sotos
- Kevin Tomkins
- Steven Stapleton
- Glenn Michael Wallis
- John Murphy
- Stefan Jaworzyn
- Jim Goodall
- Andrew McKenzie

## Discografia

### Album
- Birthdeath Experience (1980)
- Total Sex (1980)
- Erector (1981)
- Dedicated to Peter Kürten (1981)
- Buchenwald (1981)
- New Britain (1982)
- Psychopathia Sexualis (1982)
- Right to Kill (1983)
- Great White Death (1985)
- Thank Your Lucky Stars (1990)
- Twice Is Not Enough (1992)
- Never Forget Death (1992)
- Halogen (1994)
- Quality Time (1995)
- Mummy and Daddy (1998)
- Cruise (2001)
- Bird Seed (2003)
- Asceticists 2006 (2006)
- Racket (2007)

### Singoli ed EP
- "Thank Your Lucky Stars" (1988)
- "Still Going Strong" (1991)
- "Just Like a Cunt" (1996)
- "Cruise (Force the Truth)" (2001)
- "Wriggle Like a Fucking Eel" (2002)

### Live ed altro
- Cream of the Second Coming (compilation) (1990)
- Another Crack of the White Whip (compilation) (1991)
- Tokyo Halogen (live album) (1995)